# Gunilla Bielke
Gunilla Bielke (Östergötland, 25 giugno 1568 – Castello di Bråborg, 19 luglio 1597) è stata una regina svedese.

## Biografia
Era figlia di Johan Axelsson Bielke, cugino del re e governatore di Östergötland, e di sua moglie, Margareta Axelsdotter Posse. Rimase orfana di entrambi i genitori in tenera età tanto che all'età di dieci anni andò a vivere a corte come compagna di giochi della principessa Anna. Nel 1582 divenne dama di compagnia della regina.

## Matrimonio
Era già fidanzata quando Giovanni III di Svezia decise di averla come sposa. All'inizio ella rifiutò di sposare il re ma la famiglia venne costretta a rompere il precedente fidanzamento e Gunilla divenne la seconda moglie del re nel 1585. I parenti di Giovanni III non accettarono questa unione e si rifiutarono di partecipare alle nozze in quanto consideravano la sposa una cortigiana.
Tra moglie e marito correvano 31 anni d'età e Giovanni III ammise davanti al parlamento di aver voluto sposare Gunilla per la sua bellezza e giovinezza, dopo esser caduto in depressione a causa della morte della prima moglie Caterina Jagellone e dell'approssimarsi della vecchiaia.
Diede alla luce un figlio a cui venne dato il nome del padre:
- Giovanni (18 aprile 1589-5 marzo 1618)

### Regina
La cerimonia nuziale ebbe luogo a Västerås il 21 febbraio 1585, seguita dall'incoronazione il giorno successivo. A causa della controversia sul matrimonio, il monarca era desideroso di rendere l'evento il più impressionante possibile e organizzò molte celebrazioni intorno all'evento, come ad esempio un torneo, in cui la regina Gunilla officiava distribuendo il premio ai vincitori. I fratelli del re, tuttavia, si rifiutarono tutti di partecipare al matrimonio. L'unica eccezione era sua sorella Sofia. Per questo, ha punito le sue sorelle economicamente ed è entrato in un lungo conflitto con suo fratello Carlo. Gunilla ricevette un'indennità molto grande ed è considerata una delle più ricche regine della Svezia.
Gunilla si dimostrò una regina molto influente politicamente: avvicinò il re alla religione protestante.
Gunilla accompagnò Giovanni III al consiglio di Reval nel 1589, dove il monarca entrò in conflitto con i consiglieri della nobiltà. Ha agito come mediatrice tra il monarca e i consiglieri deposti durante il conflitto. Alla fine, nel 1590, il re liberò i prigionieri politici, membri del parlamento, su sua richiesta, tra cui Hogenskild Bielke.
L'influenza politica della regina non era incontrovertibile. Piuttosto, è stata messa sotto una luce più negativa, perché Gunilla era un membro della nobiltà, ed è stata accusata di usare la sua influenza a beneficio dei suoi parenti.
Nel 1590, Giovanni III lasciò le istruzioni per Gunilla di servire come reggente, se suo figlio gli fosse succeduto al trono ancora minorenne. Il figlio di Gunilla e Giovanni III, tuttavia, non succedette mai al trono, essendo messo da parte prima dal fratellastro e poi da suo zio.

### Vedovanza
Giovanni III morì nel 1592. Secondo la cronaca di Aegidius Girs, la regina Gunilla rimase accanto al letto del marito morente, tenendogli la mano, mentre teneva la mano del loro figlio nell'altra. Gli successe il figlio nel suo primo matrimonio, il re Sigismondo, il figliastro di Gunilla, che era in Polonia al momento della morte del padre. La regina vedova Gunilla si rifiutò di lasciare il Palazzo reale di Stoccolma prima dell'arrivo di Sigismondo in Svezia, desideroso di avere il suo sostegno nel proteggere la grande eredità che le era stata data secondo le volontà del suo defunto sposo contro il cognato Carlo. Il duca Carlo, che era stato aggiornato da rapporti costanti sulla salute del re durante la sua malattia, affermò che Gunilla aveva nascosto la morte del defunto monarca per giorni mentre rubava dagli oggetti del palazzo reale.
All'arrivo di Sigismondo e della sua consorte Anna d'Austria in Svezia nel 1593, Gunilla chiese che venisse fatto un inventario per liberarla dalle accuse di Carlo e presentò le volontà del defunto re per dimostrare che le sue richieste erano legali. Il duca Carlo protestò che la proprietà lasciata a lei nel testamento del defunto re era così grande che le volontà dovevano essere dichiarate illegali anche se fossero davvero le volontà del defunto re. La regina Anna accusò anche Gunilla di aver privato il palazzo reale della maggior parte delle sue cose, rendendolo scomodo e spoglio, e le due regine si scontrarono anche per motivi religiosi.

## Morte
Dopo aver ricevuto la sua eredità, Gunilla lasciò Stoccolma e si ritirò nel castello di Bråborg, dove rimase fino alla morte. Venne sepolta nella cattedrale di Uppsala.

## Cultura
Gunilla Bielke è il personaggio principale del romanzo del 1983: Stackars lilla drottning - Historisk roman om Gunilla Bielke, Johan III: s unga gemål di Anna Sparre.